# Régiment des Gardes suisses
Le Guardie svizzere, chiamato anche Reggimento delle Guardie svizzere, era un reggimento di fanteria svizzero al servizio dei re di Francia dal periodo 1616 al 1830, ad eccezione del periodo dal 1792 al 1815, quando l'unità fu sciolta.
L'impiego di unità svizzere a guardia dei sovrani divenne comune nelle corti europee a partire dal XV secolo. In Francia, il potere reale ha utilizzato un gran numero di unità militari svizzere. Tra questi c'erano la Guardia Reale, le Guardie Svizzere e i Cent-Suisses, ma anche le guardie dei reggenti della regina, i principi del sangue, come la compagnia svizzera del Conte di Artois, e i grandi ufficiali della corona, che avevano alcune unità svizzere. Al contrario, i reggimenti di linea svizzeri, anche comandati da ufficiali della Guardia Svizzera, non erano unità di guardia.
Un analogo reggimento venne creato anche dal duca Emanuele Filiberto di Savoia nel 1579 permanendo sino al 1831. 

## Storia
Sebbene il reggimento della Guardia Svizzera sia stato fondato all'inizio del XVII secolo, i re di Francia avevano assoldato truppe svizzere già molto prima. Luigi XI arruolò alcune unità svizzere per istruire l'esercito e truppe responsabili della protezione del sovrano erano state ingaggiate a partire dal 1481. Le truppe svizzere si distinsero durante le battaglie di Grandson e Morat nel 1476.
Dopo la battaglia di Marignano del 1515, il 29 novembre a Friburgo, la Francia firmò un trattato di pace perpetua con la Confederazione del 13º Cantone, che fu rispettato fino alla caduta della monarchia francese nel 1792 e all'invasione della Svizzera da parte delle truppe francesi. Da quel momento in poi, con il trattato di Ginevra del 7 novembre 1515, gli svizzeri misero i loro mercenari al servizio del re di Francia. Il trattato di alleanza del 1521 tra la Francia e i Cantoni venne completato dal trattato di alleanza del 1521. Gli svizzeri dovettero fornire tra i 6.000 e i 16.000 soldati al re, e in cambio la confederazione elvetica riceveva la protezione della Francia. Sono alleati permanenti e ausiliari, ma i Cantoni rimangono i veri sovrani di queste truppe e si riservano il diritto di tornare. Questi corpi armati hanno una completa indipendenza, con le loro regole, i loro giudici e i loro stendardi. Gli ordini sono impartiti nella loro lingua, in tedesco, dagli ufficiali svizzeri e i soldati sono ancora governati dalle leggi dei loro Cantoni: in breve, il reggimento è il loro paese, e tutte queste disposizioni saranno confermate da tutti i successivi accordi. La maggior parte delle truppe proviene dalla città di Friburgo, che ha firmato un contratto esclusivo con Francesco I.
Nell'aprile del 1544, Wilhelm Frölich di Soletta, comandante dei Cent-suisse, vince la battaglia di Ceresole.
Nel 1567 gli svizzeri proteggono il re Carlo IX da un tentativo di rapimento da parte del principe di Condé. Nello stesso anno, la regina Caterina de' Medici ottiene 6.000 uomini dai cantoni che prendono il nome di guardie svizzere del re.
Nel 1571, il futuro re Enrico III di Francia e suo fratello, il Duca d'Alençon, avevano tra le loro livree arcieri e alabardieri svizzeri. Quando Enrico III salì al trono, garantiva al fratello un piccolo esercito di 50 svizzeri.
Solo 135 anni dopo la creazione dei Centotrentacinque Svizzeri nel 1616, il re Luigi XIII nominò un reggimento di fanteria svizzera le "Guardie Svizzere". Non è ufficialmente un corpo della Maison militaire du Roi, ma ne assume tutte le funzioni. La funzione principale del reggimento delle Guardie Svizzere è quella di sorvegliare l'interno del palazzo, vegliando sul re giorno e notte, accompagnandolo in tutti i suoi viaggi. Inoltre, gli "svizzeri" sono custodi dei Sigilli del Re e guardiani dei Gioielli della Corona di Francia. Essi formano il secondo corpo straniero al servizio del Re.
Reggimento di fanteria, formano una brigata con le Guardie francesi e combattono in prima linea. In origine, le Guardie Svizzere sono ospitate in case private. Il reggimento è composto da dodici compagnie di duecento uomini ciascuna. Gaspard Gallati di Glarona è il primo colonnello del reggimento dal 1616 al 1619.
Nel corso del XVII secolo la Guardia Svizzera mantiene una reputazione di disciplina e regolarità del servizio in tempi di pace e di guerra.

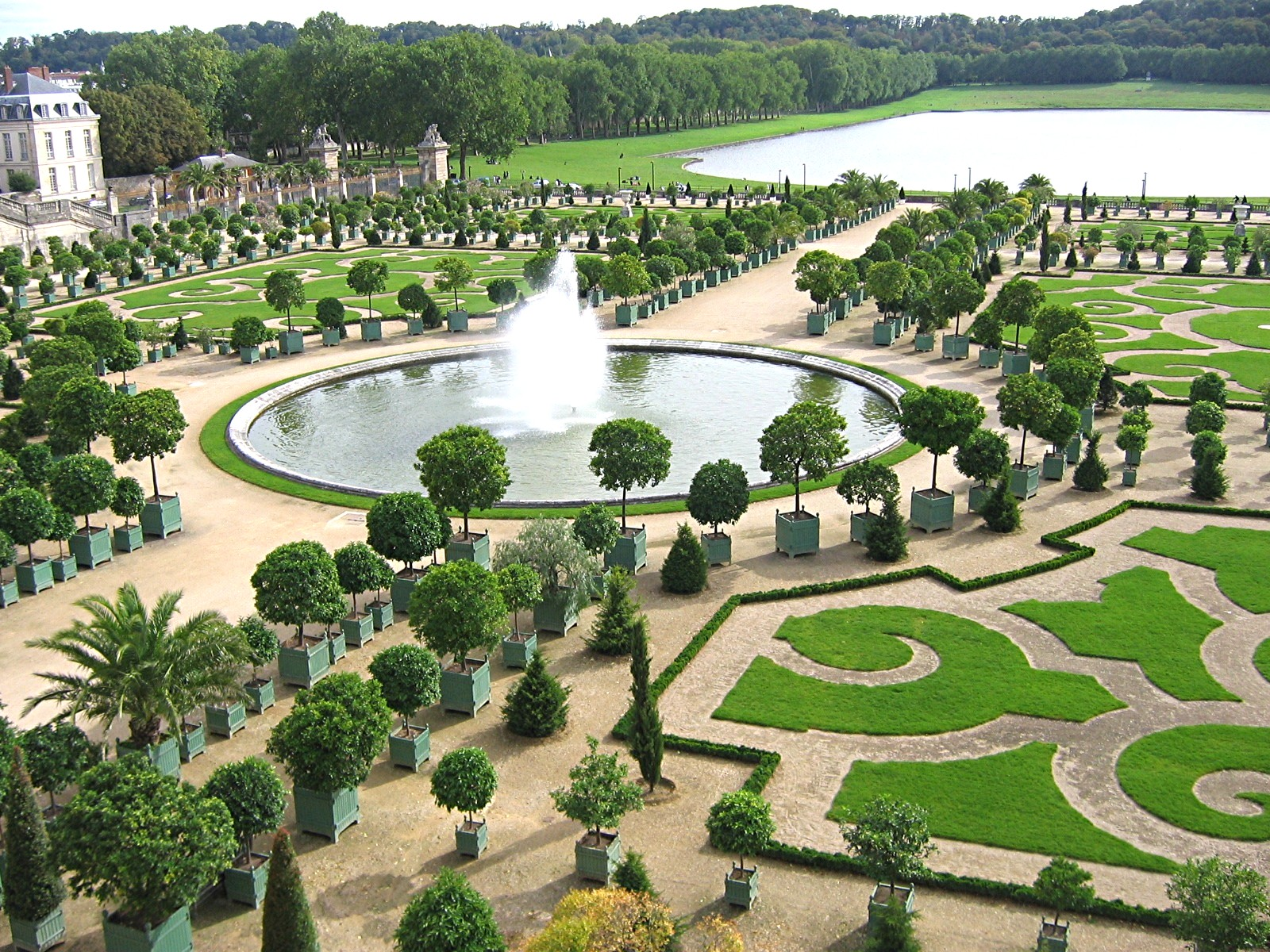
Lo stagno degli svizzeri nel prolungamento dell'orangerie della Reggia di Versailles.

Luigi XIV trasformò la Maison militaire du Roi in un corpo d'elite. Durante il regno del Re Sole il numero delle truppe della "Maison du roi" aumenta notevolmente, con la creazione di nuove unità.
Tra il 1668 e il 1671, Pierre Stoppa, colonnello delle Guardie Svizzere, e Louvois, segretario di Stato per la guerra e della "Maison du Roi, "acconsentono a ingaggiare, all'insaputa dei cantoni svizzeri, compagnie libere dal costo più basso. L'elevazione delle libere compagnie, rinnegata dai Cantoni e dal governo reale, durò dal 1660 al 1718.
Le compagnie erano acquartierate fino al 1690 nei sobborghi di Bagneux, Suresnes, Rueil, Nanterre, Colombes e Saint-Denis. Alla fine del regno di Luigi XIV, un battaglione risiedeva a Parigi, gli uomini erano alloggiati in: rue Grange-Batelière, rue Montorgueil, rue Saint-Sauveur, rue Montmartre, rue du Bout-du-Monde, rue de la Jussienne, rue Tiquetonne. Il Re impose l'alloggio in case private nelle parrocchie dove avevano sede le compagnie.

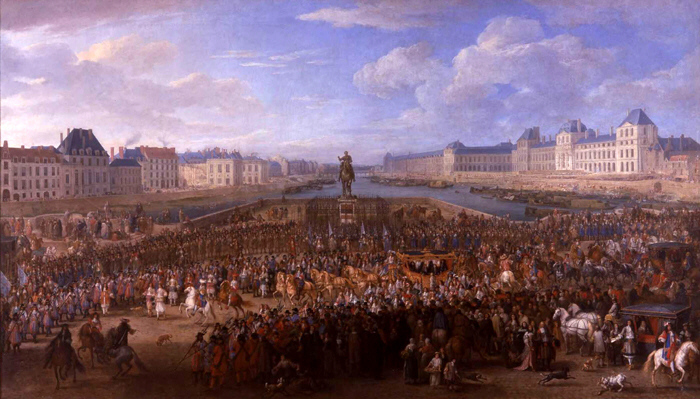
Luigi XIV e le sue guardie a Parigi nel 1660.

La fine del regno di Luigi XIV e quello dei suoi successori vide un susseguirsi di critiche alla Maison militaire du Roi. Il ruolo di polizia svolto da alcuni corpi, come le Guardie francesi a Port-Royal nel 1709, o i moschettieri, responsabili dell'arresto dei parlamentari, ha avuto una parte in questo. Il declino della loro importanza militare, visibile nella battaglia di Dettingen o nella battaglia di Fontenoy, è un'altra causa. La calma politica del periodo, libera da ogni grande rivolta armata, non rende necessario il mantenimento di una pletorica guardia personale. Infine, il costo di queste numerose unità, alcune delle quali avevano solo un ruolo cerimoniale, era molto alto in un periodo in cui il regno era fortemente indebitato.
Nel XVIII secolo il reggimento venne organizzato in brigata con il reggimento delle Guardie Francesi, con cui condividevano la guardia esterna. Come gli undici reggimenti di fanteria di linea svizzeri al servizio della Francia, le guardie svizzere indossano uniformi rosse. La Guardia Svizzera si distingue per i risvolti blu scuro e i ricami bianchi. Solo la compagnia dei granatieri indossava cappelloni di pelo, mentre gli altri indossano cappelli a tricorno, il copricapo della fanteria francese.
Il Reggimento della Guardia Svizzera era formato da 1.600 uomini. In tempo di pace sono di stanza in tre caserme alla periferia di Parigi: Rueil, Courbevoie e Saint-Denis. Il reggimento era organizzato in dodici compagnie, i cui capitani erano di solito ufficiali generali o capitani di campo dei reggimenti svizzeri.
Nel 1763, una compagnia di granatieri fu aggiunta al reggimento. Fino ad allora, è stata la Compagnia dei "Cento Svizzeri" a prendere il suo posto nella guerra.
Le prime guardie arrivarono a Rueil-Malmaison nel 1646, ma non avevano caserme. Nel 1754, Luigi XV ordinò quindi la costruzione di tre caserme a Rueil-Malmaison, Courbevoie e Saint-Denis. Le Guardie francesi, accusate di disturbare l'ordine pubblico più che di mantenerlo, furono prese in consegna a partire dal 1764.
Nel 1760, 12888 svizzeri erano suddivisi in undici reggimenti svizzeri, contro i 2324 del reggimento delle guardie.
Il duca di Choiseul, nonostante fosse il colonnello generale dei "Cento Svizzeri" e dei Grigioni, dal 1762 al 1770, cercò di interrompere i loro privilegi, secondo la politica che venne  adottata per tutte le truppe insediate, essendo anche segretario di Stato per la guerra. Il suo obiettivo era quello di avvicinare il servizio svizzero a quello delle truppe francesi o prussiane.
A partire dagli anni Settanta del XVII secolo, gli svizzeri furono impiegati per vari compiti, persino per il drenaggio delle paludi intorno a Rochefort.
Alle Guardie svizzere furono risparmiate le riforme del conte di Saint-Germain, nominato segretario di Stato per la guerra da Luigi XVI il 25 ottobre 1775.

## Rivoluzione

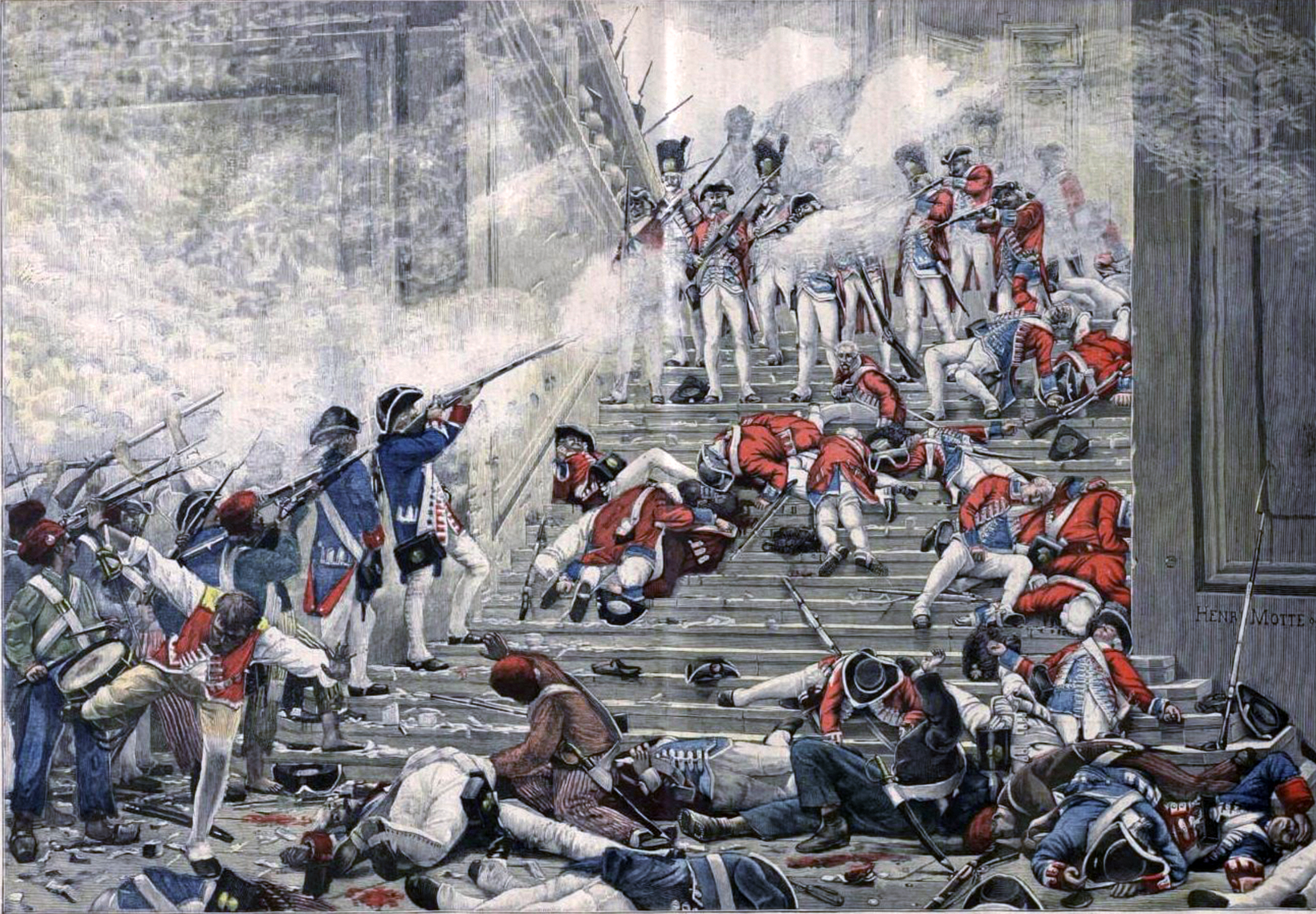
Scontro tra le Guardie Svizzere e i rivoluzionari nel palazzo delle Tuileries

Durante la rivoluzione, le guardie francesi si schierarono dalla parte del popolo e parteciparono agli eventi rivoluzionari del 1789. Poco dopo, sono stati riformati nella Guardia Nazionale di Parigi. Maison militare du Roi fu abolita nel 1791, ad eccezione della Guardia Svizzera.
L'episodio più famoso della storia della Guardia Svizzera è la difesa del Palazzo delle Tuileries nel centro di Parigi il 10 agosto 1792. La difesa del palazzo reale è stata effettuata da circa 800 guardie svizzere, alle quali si sono aggiunte più di mille guardie nazionali fedeli all'Assemblea Legislativa, tra cui il battaglione Filles-Saint-Thomas e alcune centinaia di volontari dell'ex Guardia Reale. Le guardie difendevano un palazzo vuoto, poiché il re era partito prima della battaglia per rifugiarsi vicino all'Assemblea Legislativa.
Il corpo principale del reggimento si ritirò attraverso il palazzo e i giardini sul retro dell'edificio. A quel tempo, vicino alla fontana centrale, le guardie, sopraffatte dal numero degli assalitori, erano divise in piccoli gruppi. Coloro che rimasero nel palazzo furono inseguiti e uccisi, così come alcuni servitori e cortigiani. Delle 800-900 guardie svizzere presenti nelle Tuileries, circa 300 morirono in azione o nel tentativo di arrendersi agli assalitori, dopo aver ricevuto l'ordine di Luigi XVI di cessare il fuoco e di deporre le armi. Circa 60, fatti prigionieri nel municipio, vi vengono massacrati. Altri muoiono in prigione a causa delle loro ferite o saranno uccisi durante i massacri di settembre.
Alcune delle guardie uccise durante la cattura del palazzo saranno sepolte nella cappella espiatoria eretta a Parigi sotto la Restaurazione. Il maggiore Karl Josef von Bachmann, l'unico ufficiale superiore della Guardia Svizzera presente nelle Tuileries durante il massacro, e l'unico ufficiale svizzero sotto processo, viene condannato a morte e poi ghigliottinato in Place du Carrousel il 3 settembre 1792, nella sua uniforme rossa. Due ufficiali svizzeri sopravvivono e alla fine diventano ufficiali superiori negli eserciti di Napoleone.
Delle guardie sopravvissute, 350 passarono negli eserciti repubblicani, molti dei quali si unirono ai vandeani; 389 ricevettero una medaglia commemorativa ufficiale della Dieta nel 1817 intitolata "Honneur et fidélité" (fedeltà e onore).
Nonostante l'abolizione del servizio militare mercenario nel 1793, la Francia napoleonica, a causa della guerra, necessitando di un numero crescente di soldati, si vide costretta a ripristinare le guardie svizzere, seppur con alcuni cambiamenti. Questi reparti venivano denominati, in Svizzera, "Schweizer Truppen im fremden Dienst" (Guardie svizzere in servizio all'estero). 
La loro caratteristica era, come in passato, di essere, almeno formalmente, delle truppe mercenarie dotate di un contratto statale ben regolamentato chiamato "Kapitulation" (capitolazione), ed erano sotto il comando di autorità della confederazione elvetica.
Il 1º, 2º , 3º e 4º reggimento svizzero fu creato nel 1805 e nel 1806 e fu impiegato da Napoleone I sia in Spagna che in Russia. Il colonnello generale degli svizzeri di allora era Louis Alexandre Berthier, principe di Wagram e Neuchâtel, viceconsole dell'Impero, e più tardi Jean Lannes, duca di Montebello.
Durante la Restaurazione, i Borboni chiamarono le truppe svizzere. Due degli otto reggimenti di fanteria inclusi nella Guardia Reale dal 1815 al 1830 erano composti da svizzeri e possono essere considerati i successori delle ex Guardie Svizzere. Il colonnello generale degli svizzeri divenne Henri, duca di Bordeaux, nipote del re Carlo X.
Quando il Palazzo delle Tuileries viene nuovamente invaso durante le Trois Glorieuses, i reggimenti svizzeri, per paura di un altro massacro, non vengono utilizzati. Le loro unità furono soppresse definitivamente l'11 agosto 1830.
Nel 1832, i veterani dei reggimenti svizzeri disciolti formarono un altro reggimento, il "Reggimento di Hohenlohe" della Legione Straniera, istituita il 10 marzo 1831 da Luigi Filippo per il servizio in Algeria.

## Generalità
Si può notare il gran numero di unità straniere nella Maison militaire du Roi. Gli stranieri erano considerati indifferenti agli intrighi di corte e quindi più affidabili delle truppe francesi. Tuttavia, nella maison, le Guardie francesi avevano la preminenza sulle Guardie svizzere, che vengono solo dopo di loro. La milizia godeva degli stessi privilegi dei sudditi nati nel regno, compresa l'esenzione dalle tasse per la guardia e la sua famiglia, anche in caso di morte. Gli svizzeri indossavano un'uniforme rossa arricchita di blu. Le unità della Guardia Svizzera avevano la precedenza sui reggimenti svizzeri ordinari.
Il reclutamento di queste truppe d'elite, vicine al governo, era particolarmente selettivo. Furono reclutati soldati da tutti i Cantoni e dai Paesi alleati della Confederazione Elvetica. Gli svizzeri ricevevano doppio stipendio. I soldati avevano i loro stendardi e all'inizio erano comandati solo da ufficiali elvetici. Inoltre, gli svizzeri godevano della libertà di culto e di una giurisdizione speciale. Nelle unità svizzere era obbligatorio il mantenimento della disciplina interna secondo i codici svizzeri, molto più severi di quelli dell'esercito regolare francese. La resa generale di Soletta portò al divieto dell'imbarco in mare degli svizzeri, ma qualche anno dopo il reggimento di Castella venne inviato in Corsica.
Gli archivi del Reggimento delle Guardie Svizzere furono segretamente sepolti dall'aiutante del re nella notte del 9 agosto nelle Tuileries, intuendo l'esito fatale della monarchia. Un giardiniere li dissotterrò e vennero solennemente bruciati dalle nuove autorità repubblicane.